# Elaeocarpus affinis
Elaeocarpus affinis är en tvåhjärtbladig växtart som beskrevs av Merrill. Elaeocarpus affinis ingår i släktet Elaeocarpus och familjen Elaeocarpaceae. Inga underarter finns listade i Catalogue of Life.